# 亚足联A级教练员证书
亚足联A级教练员证书，是由亚足联颁发的第二级的足球教练资格证书，次于最高级的亚足联职业级教练员证书。
根据亚足联的规定，获得亚足联A级教练员证书之前，必须先获得亚足联B级教练员证书。为考取A级证书，学员至少接受27天、148小时的培训。培训的内容包括战术知识、球队和球队管理的高级技能。培训的考核包括理论和实践两部分，学员还需提交并展示论文。
亚足联规定，参加此课程的条件除B级教练员证书和有效身份证件之外，还有一年的执教经验、至少80小时的执教时间。学员由课程讲师选定。中国足协的培训班只要求获B级教练员证书满一年。据中国足协规定，执教中超和中甲需要职业级教练员证书，拥有亚足联A级教练员证书可以担任中乙球队主教练。